# Серакув (Лодзинське воєводство)
Серакув (пол. Sieraków) — село в Польщі, у гміні Кутно Кутновського повіту Лодзинського воєводства.
Населення — 156 осіб (2011).
У 1975—1998 роках село належало до Плоцького воєводства.

## Демографія
Демографічна структура станом на 31 березня 2011 року:
|          | Загалом | Допрацездатний вік | Працездатний вік | Постпрацездатний вік |
| -------- | ------- | ------------------ | ---------------- | -------------------- |
| Чоловіки | 83      | 15                 | 61               | 7                    |
| Жінки    | 73      | 13                 | 42               | 18                   |
| Разом    | 156     | 28                 | 103              | 25                   |